# Landschaftsschutzgebiet Lomena

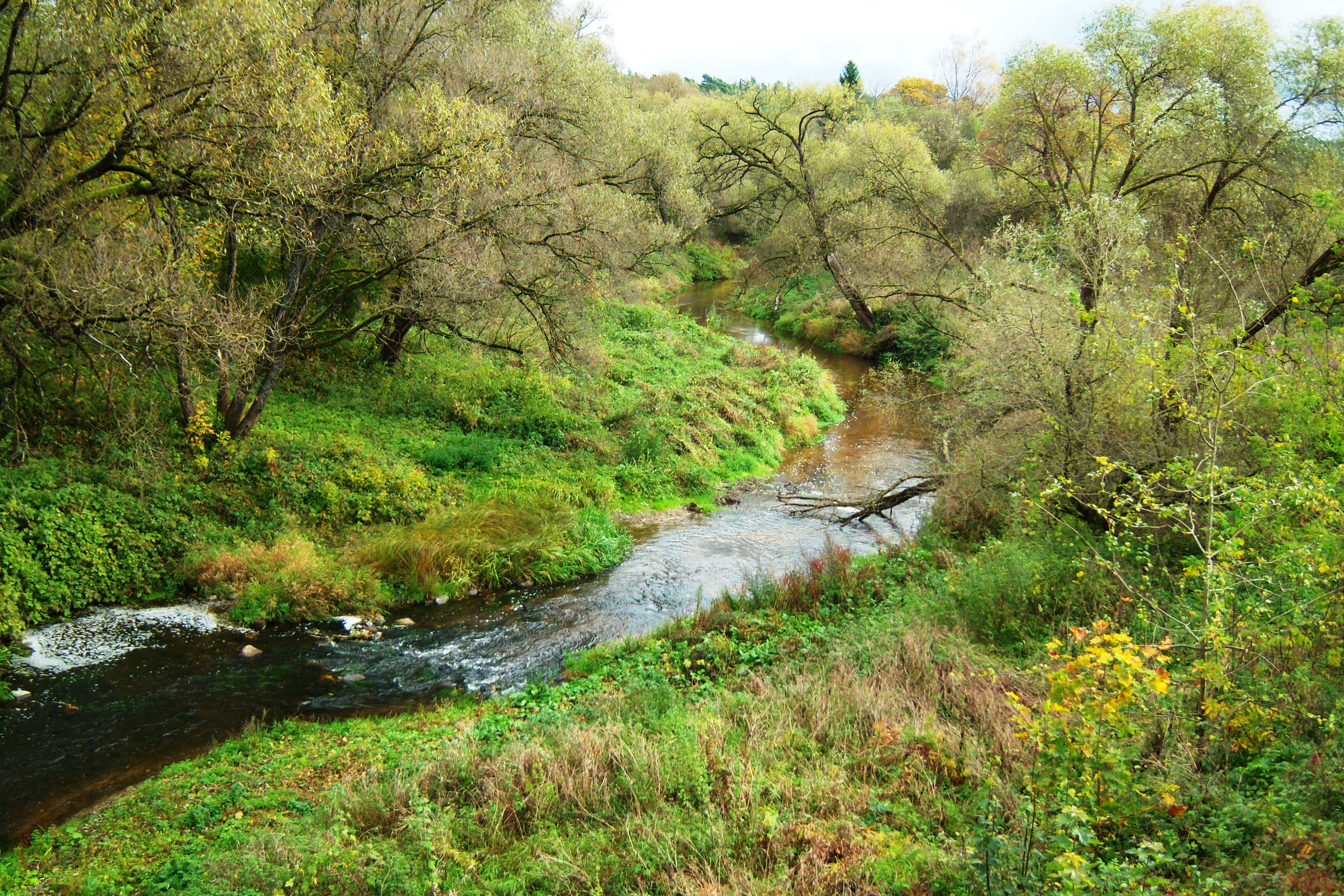
Lomena

Das Lomena-Landschaftsschutzgebiet (lit. Lomenos kraštovaizdžio draustinis) ist ein Landschaftsschutzgebiet (kraštovaizdžio draustinis) in Litauen. Es liegt in den Rajongemeinden  Jonava und Kaišiadorys. Das Territorium beträgt 1043 ha. Geschützt wird das Tal der Lomena (linker Nebenfluss der Neris), ihre Landschaft (Erosionsformen), die Gebiete mit nassen grauen Erlenwälder und Salpen-Wiesen, mit einer reichen Vielfalt von Flora und Fauna. Das Schutzgebiet wurde 1997 vom Staat errichtet.